# Seven Seas
Seven Seas è un singolo del gruppo musicale inglese Echo & the Bunnymen, pubblicato il 6 luglio 1984 come terzo e ultimo estratto dall'album Ocean Rain.
Raggiunse il numero 16 della classifica britannica e il numero 10 di quella irlandese.
In una recensione retrospettiva della canzone, il giornalista di AllMusic Dave Thompson disse: "Indipendentemente dal testo surreale, il significato enigmatico si sposa meravigliosamente con l'atmosfera di questo pezzo squisito".

## Il disco
Il singolo venne distribuito su 7" e 12". Ne venne pubblicata anche un'edizione a tiratura limitata e numerata in versione doppio 7". Il lato A del 7" è la title track Seven Seas, e il lato B una cover dal vivo della canzone dei Beatles All You Need Is Love. Il lato A del 12" consiste nella traccia del titolo e All You Need Is Love, sul retro compaiono The Killing Moon, Stars Are Stars e Villiers Terrace. All You Need Is Love,  The Killing Moon, Stars Are Stars e Villiers Terrace furono registrate dal vivo nella Cattedrale di Liverpool per il programma Play At Home di Channel 4. Le stesse tracce compaiono nel doppio 7". Nel 1995 il gruppo indie rock statunitense Velocity Girl pubblicò una cover di Seven Seas come singolo sull'etichetta Heaven Records.

## Tracce
Testi e musiche degli Echo & the Bunnymen, eccetto ove indicato.

### 7"
Lato 1 Seven Seas - 3:19
Lato 2 All You Need Is Love (Live) - 6:42 (Lennon-McCartney)

Doppio 7" Edizione numerata
Disco 1
Lato 1. 1.Seven Seas
Lato 2. 1.All You Need Is Love (Live) (Lennon-McCartney)
Disco 2
Lato 1. 1.The Killing Moon (Live)
2. Stars Are Stars (Live)
Lato 2. 1. Villiers Terrace (Live)

### 12"
Lato 1
1. Seven Seas - 3:19
2. All You Need Is Love (Live) - 6:41 (Lennon-McCartney)

Lato 2
1. The Killing Moon (Live) - 3:17
2. Stars Are Stars (Live) - 3:05
3. Villiers Terrace (Live) - 6:52

## Formazione
- Ian McCulloch - voce, chitarra
- Will Sergeant - chitarra
- Les Pattinson - basso
- Pete de Freitas - batteria

### Altri musicisti
- Adam Peters - violoncello in All You Need Is Love, The Killing Moon, Stars Are Stars e Villiers Terrace
- Khiem Luu - clarinetto, sassofono contralto in All You Need Is Love, The Killing Moon, Stars Are Stars e Villiers Terrace
- Alan Perman - arpa in All You Need Is Love, The Killing Moon, Stars Are Stars e Villiers Terrace
- James Drake-Brockman - arpa in All You Need Is Love, The Killing Moon, Stars Are Stars e Villiers Terrace
- Tim Whittaker - bongo in All You Need Is Love, The Killing Moon, Stars Are Stars e Villiers Terrace

## Classifiche
| Chart (1984) | Posizione massima |
| ------------ | ----------------- |
| Regno Unito  | 16                |
| Irlanda      | 10                |